# クロックタワー
『クロックタワー』（CLOCK TOWER）は、1995年9月14日にヒューマンから発売されたスーパーファミコン用アクションアドベンチャーゲーム。
1997年にWindows 95およびPlayStationに移植され、1999年にはワンダースワンに移植された。PlayStation版にはサブタイトルが付き、『クロックタワー・ザ・ファーストフィアー』（CLOCK TOWER 〜The First Fear〜）として発売されている。スーパーファミコン版はバーチャルコンソール対応ソフトとして2010年にWii、2013年にWii Uにて配信され、PlayStation版は2011年にゲームアーカイブス対応ソフトとして配信された。2024年にはNintendo Switch、PlayStation 4、PlayStation 5、PC、Xbox Series X/S向け移植復刻版『クロックタワー・リワインド』（Clock Tower: Rewind）が発売。

## 概要
『セプテントリオン』（1993年）、『ザ・ファイヤーメン』（1994年）に続くシネマティックライブシリーズの完結編、ならびに、「クロックタワーシリーズ」の第1作目。
正体不明の殺人鬼の住む館に招かれた主人公が、殺人鬼や超常現象からひたすら逃げながら館からの脱出を図るアドベンチャーゲーム。三人称視点のフィールド内のキャラクターに間接的な指示を与えるというゲームシステムを取り入れている。このシステムと「非力でか弱いヒロイン」という設定を活かし、ホラー映画さながらの「逃げ惑うキャラクターを鑑賞者の視点で見守るもどかしさ」を演出するとともに、ゲーム上の恐怖演出として成立させた点に大きな特徴と独自性がある。イタリアの映画監督ダリオ・アルジェントのホラー映画のオマージュ作品であり、特に『フェノミナ』の影響が強く主人公の名前や容姿は同作に因んでいる。
スーパーファミコン版はゲーム誌『ファミコン通信』の「クロスレビュー」にてシルバー殿堂を獲得した。
『リワインド』以外は日本のみで発売され、海外でファンによる非公式の翻訳が行われていた。

## ゲーム内容
基本システムの名称はSFC版の時点では存在せず「2」以降に付けられたもの。本稿ではPS版「The First Fear」のマニュアルに準拠した名称で解説する。
クリックポイント
調査可能な対象物を「クリックポイント」と呼び、これらにカーソルを合わせると、カーソルの形が変化する。その状態で決定ボタンを押す（クリックする）ことにより、その箇所を調査し、ドアや階段であればそこを経由して別のエリアへ移動する。何も無い場所をクリックしても、ジェニファーをその方向に歩かせることができ、部屋の端や障害物などに当たるとその場で停止する(ボタン操作でその場に停止させることも可能)
このゲームでは行きたい方向にカーソルを指し示すとジェニファーは自動的に移動する。「ジェニファーに指示を出す」というスタイルとなり、ジェニファー自身を直接動かすことは基本的にできない。
カーソル操作以外では、左右の方向に走らせることが可能だが、体力が減少する。『リワインド』では続編同様にダブルクリックで走らせることも可能。
通常状態
シザーマンに追跡されていない状態。基本的にBGMは鳴らない無音の状態だが、特定の状況ではBGMが鳴ることもある。この状態の時に、特定の地点を調べて敵出現のフラグを立てることによりシザーマンが出現し、逃走状態に移行する。
逃走状態
主人公がシザーマンに追跡されている状態。クリックポイントが通常状態と異なり、敵を撃退もしくは回避するためのポイントにしかクリックポイントが発生しなくなる。シザーマンを撃退もしくは回避しない限り解除されない。逃走状態中でもシザーマンが絶対に入ってこないエリアが存在するが、そこに入っただけでは回避したことにはならない。逃走状態では一部の動作を除いて常に走って移動する。
本作では『2』以降と異なり、時間経過によるランダム出現はなく、特定の地点を調べた時と特定のイベントでしか出現しない。『リワインド』では『2』以降同様、シザーマンが時間経過やマップ移動でランダムに出現する場合があり、ほぼ全てのマップに侵入してくるようになった。
パニック回避
シザーマンに近接したり、シザーマン以外の敵に襲われたり、トラップが発動したりして主人公の生命が危険に晒されている時、Bボタン（PS版では×ボタン。初期配置による）を連打することにより一時的に回避できる。ただしシザーマンに近接したときに使用した場合、一時的に突き放すだけであり、完全に回避するには隠れるか撃退するしかない。このシステムは「Renda Sezuniha Irarenai（連打せずにはいられない）」の頭文字を取って、「RSIシステム」と命名されている。
シザーマンに接近されると揉み合いが発生し、体力が減少しつつRSIシステムが発生する。成功すると前述の通り突き倒して一時的に回避する。失敗するとハサミで殴り倒され、体力が大幅に減少する。どちらにせよ体力が無くなると力尽き、ゲームオーバーとなる。このイベントは廊下などの開けた場所でシザーマンに近接した場合に発生するものであり、個室などの狭い空間、もしくはマップの端付近で近接した場合はRSIシステムが発生すらせず、一方的に殺されてしまう。
シザーマン以外の即死トラップ等で発生する場合では、連打に失敗すると同時に死亡するものが多い。こちらは続編と異なり、体力の状態に関わらず連打さえ成功すれば回避できる。『リワインド』では続編同様、一部を除いて体力最低の場合は連打の有無に関わらず失敗する。
撃退ポイント
特定の部屋に存在する、シザーマンを回避もしくは撃退するクリックポイント。隠れてやり過ごしたり、何らかの道具を使ってシザーマンを撃退する。成功すれば逃走状態が解除されるが、運や条件次第で失敗するものも存在する。一度しか使用不可のものもあれば何度も利用できるものもある。連打が必要なものもあり、特に『リワインド』ではそれが増えている。
疲労と体力回復
本作の独自要素として「疲労」の概念が取り入れられており、体力を回復させるためにジェニファーを立ち止まらせ、床や地面に座らせることにより回復させなければならない（『2』と異なり、通常状態中の時間経過での回復はない）。体力の状態は画面左下に表示されている、ジェニファーの顔の背景色（青＞黄＞橙＞赤の4段階）で見分ける事となる。。
画面両端以外の場所で、Xボタン（PS版では△ボタン。これらは初期配置による）を押すか立ち止まり、少し待つとジェニファーが座り体力を回復する（PS版は停止時に△を押せば即座に座らせられる）。本作では敵からの攻撃やショックイベントの他に走るだけでも体力を消耗してしまうため、こまめな回復が必要になる。特に逃走中は常に走らなければないばかりか、特定の床や押し倒したシザーマンに躓いて転んで一気に体力が減少する場合もある。逃走状態中でも回復は可能。体力の減少と共にジェニファーのフェイスウィンドウの色が変わっていき、それに合わせてジェニファーの表情も変化していく。体力が最低の状態でも走る事は可能。
ゲームオーバー(DEAD END)
敵の攻撃やトラップによってジェニファーが死亡してしまうとゲームオーバー(デッドエンド)となり、タイトル画面に戻る。メインメニューからコンティニューを選択すれば、ゲームオーバー直前からやり直せる。ただし、次回作以降のように体力が一段階回復するといった措置はない。
オートセーブ
本作では次回作以降のように任意でセーブすることはできず、部屋に出入りを繰り返す度にオートセーブが入り進行状況が自動的に保存されるようになっている。メインメニューのコンティニューを選ぶと自動でセーブデータが読み込まれる。データ枠も1つしかないため、別のデータから仕切り直すことはできない。
PS版ではメニュー画面を呼び出してセーブすることが可能だが、データ枠が1つしかないのは変わらない。しかし分岐地点でデータを残し、エンディングを回収するという方法が可能となっている。
『リワインド』にも任意セーブ機能があるがゲームデータそのものを保存する形式となっており、ゲーム内の仕様はSFC版と同じであるためPS版のような同時攻略は不可。
クイックスタート
メインメニューからゲームスタートを選ぶとプロローグから始まるが、クイックスタートを選ぶとプロローグを省略してゲーム開始直後の状態（友人たちが行方不明になった直後）からスタートする。
ランダム要素
一部のアイテムや、特定の状況下での人物の配置、一部の部屋と部屋の繋がりが、プレイする度にランダムで変化する。
マルチエンディング
本作はフラグ立ての流れによってエンディングが分岐し、全9種類のエンディングが用意されている。一度迎えたエンディングは自動で記録され、エンディングリストに表示される。エンディングを迎えた後にコンティニューを選択するとエンディングイベントの直前から再開となり、エンディングによっては操作が効かずエンディングを見るしか無くなるものもある。
どのエンディングもスタッフロールが流れるがスキップ不可。PS版では一部エンディングで流れなくなっており、表記が日本語になっている。『リワインド』はSFC版と同じだが、スタッフロールの高速化が可能。また、PS版はジェニファーが死亡するエンディングの場合、最後にゲームオーバー同様「DEAD END」と表示される。

## ストーリー
北欧の山間にひっそりとたたずむ屋敷があった。屋敷には高くそびえる時計塔があり、土地の人々はその鐘の音を合図に放牧を行ったものである。いつしか土地の人々はこう呼び習わしていた。CLOCK TOWER ―時計塔屋敷―と……。しかし、ある日時計塔の鐘の音は途絶えてしまう。まるで時を無くしてしまったかのように。
1995年―。とある孤児院にひときわ目立つ美少女を見出すことができる。名は、ジェニファー。父は失踪、その後に母親とも死に別れ、孤児院に引き取られたのである。そしてある日、彼女と友人達3人の養育先が見つかったという知らせが入った。彼女は引率してくれる教師メアリーと3人の友人達と共にその養育先へ向かう。そこがCLOCK TOWERと呼ばれる屋敷とも知らずに……。

## 登場人物

### 主要人物
ジェニファー・シンプソン (Jennifer Simpson)
本作の主人公。14歳。黒髪ロングヘア、白ブラウスに紺スカートの可憐な容姿の美少女。幼い頃に母を亡くし、父は行方不明になってしまったため、グラニッド孤児院で育った。
友人のローラ、アン、ロッテとともに新たな養育先となるバロウズ邸へ向かうが、そこで数々の怪異と恐ろしい殺人鬼に狙われることになる。
非力で体力も乏しいが、いざという時には思いがけない反撃に出る大胆さも持ち併せている。『リワインド』では手近な物でシザーマンを殴りつけるなど、後の『2』を想起させる撃退方法も見せる。
キャラクターの名前は映画『フェノミナ』（1985年）の主演女優、ジェニファー・コネリーに因んで名づけられた。当時ヒューマンの企画課に勤務していた女性がジェニファーのモーションモデルを務めており、ジェニファーの服装はその女性が撮影当日に着て来た服をそのまま採用している。
ローラ・ハリントン (Laura Harrington)
ジェニファーとともにバロウズ家に引き取られた友人の1人。14歳。おっとりしていて内気な性格の少女。正反対の性格のアンとは馬が合うようで、いつも一緒にいる。
バロウズ邸内で他の友人2人とともに突然姿を消す。プレイヤーの行動により、バスルームで吊るされた状態か、居間の甲冑の中に押し込められた状態で殺害されているのが発見される。
行動次第ではアンとの二者択一で生存させることが可能。
アン (Anne)
バロウズ家に引き取られた4人のうちの1人。15歳。4人の中で最年長なこともあって、ややワガママな性格。
姓がないのは、捨て子であるため。
バロウズ邸内でローラ、ロッテとともに突然姿を消す。シザーマンのハサミに貫かれて天窓から諸共落ちてくる、プールで溺死させられる、書斎で殺されて窓から突き落とされるなど死亡パターンが豊富である。
ローラとの二者択一で生存させることが可能だが、ランダムで勝手に死ぬパターンがあるため、ローラより生存させづらい。
ロッテ (Lotte)
バロウズ家に引き取られた4人のうちの1人。14歳。活発でボーイッシュな服装の少女。ジェニファーとは最も仲がいい親友同士。姓がないのは、アンと同じく捨て子であるため。以下の2つの死亡パターンがある。
- ジェニファーとは別に単独でバロウズ家の秘密を探ろうとするものの重傷を負わされ、地下洞窟で倒れていたところで再会したジェニファーにシザーマン打倒のヒントを遺し息を引き取る。
- 中庭の小屋の牢屋に閉じ込められたジェニファーを救い出し、逃げるよう促して先に小屋を出たところでメアリーに射殺されてしまう。

ジェニファーが生還するエンディングに到達するには上記のどちらかの展開を必ず通る必要があるため、生還させることは不可能。
メアリー・バロウズ (Mary Barrows)
35歳。グラニット孤児院の教師で生徒からは「メアリー先生」と呼ばれている。ジェニファー達を時計塔屋敷に引率してきた。ヒステリックな性格で生徒たちからはあまりよく思われていない。
実は本作の事件の黒幕で、バロウズ屋敷の主人サイモンの妻にして殺人鬼ボビィとダンの母。ボビィにジェニファーたちを殺害させるために屋敷におびき寄せた張本人。
展開次第で自らもジェニファーを殺害しようと迫ってくるが、返り討ちに合い死亡する。

### その他の人物
サイモン・バロウズ (Simon Barrows)
37歳。屋敷の当主でジェニファー達の引き取り手とされる人物。屋敷に向かっても姿を現さないため不審がられていたが、実は中庭の小屋に幽閉されている。
メアリーから酷い暴力を受けたため発狂しており、その上食事も満足に与えられずに放置されていたため極度の空腹状態にある。
そのため、特定のアイテムを使わないと話しかけた際にジェニファーが食い殺されてしまう。使った場合は少しだけ話が通じるようになり、名前を名乗った後、ダンの存在を示唆する発言をする。
その後についてはゲームでは語られないが、小説版では事件後に警察によって餓死した死体として発見されたと語られている。
ボビィ・バロウズ (Bobby Barrows)
9歳。ダンの双子の弟。巨大なハサミが特徴の殺人鬼であり、本作におけるシザーマン。ジェニファーの父曰く「悪魔の落とし子」であり、物理的な攻撃では決して死ぬことがない。動物、人間とその手に掛けた者の数は計り知れない。
未成熟な肉体でいずれ死を迎える運命にあったが、大広間の大時計を停止させ時を止めることによってその存在を維持されていた。しかし、最終的にジェニファーが大時計を動かしたことにより、再び時が流れだし、苦しみながら時計塔の機関部へと落下し死亡した。
ダン・バロウズ (Dan Barrows)
9歳。ボビィの双子の兄。肥大化した肉体を持つ巨大な嬰児で、運動器官が未発達な代わりに強力な念動力と透視能力を持つ。ジェニファーを監視し、屋敷内に怪奇現象を起こして間接的に彼女を襲っていた。
地下洞窟内の巨大な揺り篭で人目を避けるようにして育てられていたが、入り込んできたジェニファーを見つけ襲い掛かってくる。その後、崖をよじ登って逃げていたジェニファーが偶然落とした灯油缶がそこにあった蝋燭の火に引火した事によって炎に包まれ焼き尽くされた。
PS版ではその直後に焼かれた肉片の中から人影が立ち上がって目を光らせるというシーンが伏線として追加されており、後の『2』におけるシザーマンの正体が示唆されている。
ウォルター・シンプソン (Walter Simpson)
ジェニファーの父。ジェニファーが幼い頃に失踪している。
ある行動をとると、密室内で白骨死体となって発見される。死の間際、事の真相を記したメモを残しており、メアリーの出産に立ち会った際に彼女が産んだ双子に右腕を食いちぎられた上、密室に幽閉された末にそのまま死亡したことが判明する。

## 敵
ジェニファーを死に至らしめる敵。
シザーマン
バロウズ家の息子ボビィ・バロウズで、巨大なハサミを使う殺人鬼。ジェニファーを執拗に追い掛けて殺害しようとする。冒頭とエンディング直前を除けば、数カ所ある特定のポイントを調べた時しか出現せず、出現自体がランダムで決まる場合もある。その仕様上、本作ではやや影が薄い。
一方で『リワインド』では時間経過によりランダムなタイミングでも出現するようになり、追ってこない安全地帯も無くなったため『クロックタワー2』のシザーマンと遜色無いレベルへと格段に脅威度が増している。
開けた場所でジェニファーに接近するとパニック連打が発生し、失敗した場合はジェニファーにハサミを叩きつけて攻撃する。壁際に追い詰められるとハサミで突き、尻餅をついたジェニファーをそのまま殺してしまう。
オウム
バロウズ家の寝室で飼われているオウム。籠から出すと「I'll kill you」と喋りながらジェニファーに攻撃してくる。ベッドのシーツに包むか、一旦逃げるかすれば以降襲われることは無い。しかし、シーツに包んでいない状態で寝室のベッドの下に隠れると「Here」と言ってシザーマンにジェニファーの居場所を教えてしまう。
PS版では一枚絵が追加されている。
ミイラ
剥製室のロッカーにあるミイラ。
オリジナル版では発見しても何事もないが、PS版では動き出してジェニファーに襲い掛かり、特定の武器で攻撃しないと一撃で絞殺されてしまう。『リワインド』では接触時のモーションが補完されており、絞殺されたのが判りやすい演出になっている。
フランス人形
子供部屋で釣り下がっている人形。儀式の鍵を取ると動き出してジェニファーに向かって突っ込んでくる。直撃しても体力があれば即死しないが、ダメージを受けてしまう。パニック連打か壁にぶつかるように攻撃を避けるとバラバラに砕ける。
PS版ではイベント中にジェニファーを動かせなくなっており、パニック連打のみで対処する。失敗した場合はダメージを受けず即死する。『リワインド』ではSFC版の仕様に戻っているが、ジェニファーのやられ方がPS版同様に尻餅のみになっている（オリジナルモードでは原作準拠）。
ピエロ人形
子供部屋にあるピエロの人形。PS版のみ動き出してジェニファーをナイフで刺そうとし、パニック連打に成功すれば切り抜け、失敗すれば即死する。フランス人形とどちらが動くかはランダム。『リワインド』でも動くようになっているが、PS版よりも激しくジェニファーを突き倒す。
番犬
地下洞窟を見張る猛犬。飼い主であるメアリー以外には容赦無く噛み付く。その前を通過するには外見と匂いの両方で欺かなければならない。
サイモン・バロウズ
凄惨な暴行を受け、牢屋に長い間放置されたバロウズ家当主。人間すら食糧と認識してしまうほど極度の空腹に陥っており、遭遇した際は特定のアイテムを所持していないと会話時に強制ゲームオーバーとなる。
ダン・バロウズ
シザーマンことボビィの双子の兄。地下洞窟でジェニファーを追いかけてくる。パニック連打で崖をよじ登ると、ジェニファーが接触した灯油缶が転がり落ちて炎上する。
メアリー・バロウズ
今回の事件の黒幕。その正体をジェニファーが知るか否かで展開は大きく変わる。早い段階では、真実を知らないジェニファーに睡眠薬入りの飲み物を与えて牢に閉じ込めようとするが、後には猟銃やナイフでジェニファーを容赦無く殺害しようとする。対処法もその時々で様々。

## エンディング
プレイヤーの行動によってエンディングは以下の9種類に分岐する。Sランクではローラかアンの二者択一でどちらかを助けることが可能となっている。
続編ではジェニファーのみ生還が前提となっているが、A～Cのどれが展開上正史になるかは明かされていない。
エンディングS
ジェニファーは時計塔の操作室に辿り着き、大時計を起動する。それにより、固着していた時間が動き出したシザーマンは苦しみながら機関部へと転落し、死亡した。しかし、奥で倒れている友人に駆け寄ろうとした直後、背後から現れたメアリーに首を絞められて絶体絶命に陥る。その時、以前ジェニファーが助けたカラスが群れをなしてメアリーに襲い掛かり、怯んで後ずさる拍子にメアリーは高所から落ちて転落死する。ジェニファーは意識を取り戻した友人と共に時計塔のベランダに出て豪雨の降りしきる外を見つめる。やがて惨劇の終わりを告げるように雨は止み、朝日が昇るのだった。
エンディングA
時計塔の再起動によりシザーマンが死に絶え、ジェニファーは生きていた友人と再会を果たす。しかし喜びも束の間、物陰に潜んでいたメアリーにより友人は機関部へと投げ落とされ死亡する。ナイフを手にしたメアリーともみ合いになり、絶体絶命に陥ったジェニファーを救ったのは彼女によって檻から助け出されたカラスの群れだった。ただ一人生き残ったジェニファーは時計塔のベランダに出て、外を見つめる。やがて惨劇の終わりを告げるように雨は止み、朝日が昇るのだった。
エンディングB
時計塔の再起動でシザーマンが死んだ直後、ジェニファーの背後からメアリーが襲い掛かりもみ合いとなる。振りほどいた反動でメアリーは時計の操作盤にぶつかって感電死し、ジェニファーはただ独り生還を果たす。
エンディングC
ダンの襲撃から逃れたジェニファーはメアリーと再会するがエンディングDと違い、ここに至る道中でメアリーの本性を知ったためジェニファーは警戒する。メアリーは息子を死に至らしめたジェニファーへの怨嗟の言葉を吐きながらナイフを片手に迫ってきた。
ジェニファーは追い縋るメアリーから逃れ、時計塔外部の梯子を昇る。メアリーは追いついた末にジェニファーの足を掴むが、蹴り落とされて死亡する。その後、ジェニファーは時計塔の機関内部に入って大時計を起動し、シザーマンを死に至らしめてただ独り生還を果たす。
エンディングD
ダンの襲撃から逃れたジェニファーはメアリーと再会する。しかしメアリーは駆け寄ってきたジェニファーに容赦無くナイフを振り下ろし、刺されたジェニファーは理由も分からないまま息絶える。その亡骸を、メアリーは冷酷な目で見下ろしていた。
エンディングE
ダンを撃退後、エレベーターで時計塔の最上階を目指したジェニファーだったが、エレベーターが唐突に停止すると共に天窓からシザーマンが侵入しなすすべもなく餌食となってしまう。
エンディングF
ダンから辛くも逃れたジェニファーだが、エレベータに乗りこんだ直後に悲鳴とハサミの音が鳴り響き、閉じたエレベーターの扉の隙間から真っ赤な鮮血が流れ出る。
エンディングG
2 人の友人の死を目の当たりにしたジェニファーはガレージにあった車に乗って屋敷を脱出し、グラニット孤児院へと逃げ帰った。それから3日後、ジェニファーは自室で変死体となって発見された。
エンディングH
惨劇が始まって間もなく、ジェニファーは友人の安否を気にしつつ独りで車で屋敷を脱出する。
夜道を必死で走る中、バックミラーに写った後部座席に巨大なハサミがゆっくりと突き出したのに気づいた直後、悲鳴が響き渡る。

## 移植版
| No. | タイトル                                   | 発売日             | 対応機種                                                            | 開発元                       | 発売元                                         | メディア                                            | 型式       | 備考                       | 出典          |
| --- | ------------------------------------------ | ------------------ | ------------------------------------------------------------------- | ---------------------------- | ---------------------------------------------- | --------------------------------------------------- | ---------- | -------------------------- | ------------- |
| 1   | CLOCK TOWER for Windows 95                 | 1997年3月28日      | Windows 95                                                          | ヒューマン                   | ヒューマン                                     | CD-ROM                                              | MKW-039    |                            |               |
| 2   | CLOCK TOWER 〜The First Fear〜             | 1997年7月17日      | PlayStation                                                         | ヒューマン                   | ヒューマン                                     | CD-ROM                                              | SLPS-00917 | -                          |               |
| 3   | クロックタワー                             | 1997年9月30日      | スーパーファミコン                                                  | ヒューマン                   | ヒューマン                                     | フラッシュロムカセット (ニンテンドウパワー)         | -          |                            |               |
| 4   | ULTRA2000「CLOCK TOWER〜クロックタワー〜」 | 1999年8月20日      | Windows 95                                                          | ヒューマン                   | ヒューマン                                     | CD-ROM                                              | -          | 廉価版                     |               |
| 5   | クロックタワー for ワンダースワン          | 1999年12月9日      | ワンダースワン                                                      | ヒューマン                   | 加賀テック                                     | ロムカセット                                        | SWJ-KGT002 | -                          |               |
| 6   | クロックタワー                             | 2010年8月3日       | Wii                                                                 | ヒューマン                   | サンソフト                                     | ダウンロード (バーチャルコンソール)                 | -          | スーパーファミコン版の移植 | [ 9 ]         |
| 7   | CLOCK TOWER 〜The First Fear〜             | 2011年11月9日      | PlayStation 3 PlayStation Portable PlayStation Vita                 | ヒューマン                   | サンソフト                                     | ダウンロード (ゲームアーカイブス)                   | -          | PlayStation版の移植        | [ 10 ]        |
| 8   | CLOCK TOWER 〜The First Fear〜             | 2012年8月28日      | PlayStation Vita                                                    | ヒューマン                   | サンソフト                                     | ダウンロード (ゲームアーカイブス)                   | -          | PlayStation版の移植        |               |
| 9   | クロックタワー                             | 2013年11月6日      | Wii U                                                               | ヒューマン                   | サンソフト                                     | ダウンロード (バーチャルコンソール)                 | -          | スーパーファミコン版の移植 | [ 11 ]        |
| 10  | クロックタワー                             | 2017年5月23日      | Windows 7/8.1/10                                                    | ヒューマン                   | D4エンタープライズ                             | ダウンロード (プロジェクトEGG)                      | -          | スーパーファミコン版の移植 | [ 12 ] [ 13 ] |
| 11  | クロックタワー・リワインド                 | INT 2024年10月31日 | Nintendo Switch PlayStation 4 PlayStation 5 Xbox Series X/S Windows | WayForward Limited Run Games | サンソフト SUPERDELUXE GAMES Limited Run Games | ダウンロード BD-ROM Nintendo Switch専用ゲームカード | -          | スーパーファミコン版の復刻 | [ 14 ]        |

CLOCK TOWER for Windows 95
Microsoft Windowsへの移植版（Windows 95向け）。細部で追加要素や変更が施されている。
- BGMの音数が増加。一部のアイテムの配置と効果音の変更。
- SFC版にあったバグの修正。
- 「体力の消耗に伴うジェニファーの表情の変化」といった要素の削除。
- 「カラスの屍骸など一枚絵によるアップ演出の追加」「ミイラが動き出して襲い掛かって来る」「シザーマンが踊るような動きをする」「セリフの増減」「アイテムの位置の特定」「シザーマンの移動速度上昇」「寝室の鏡が割れる」「SFC版では入れなかった部屋に入れる」などの要素の追加。
- ジェニファーの体力の回復に要する時間の大幅短縮。逆に体力は減り易くもなっている。また、シザーマンが侵入してこないエリアがオリジナル版よりも増えている。

後に『ULTRA2000「CLOCK TOWER〜クロックタワー〜」』のタイトルで廉価版が発売された。低価格になりタイトルが変わった点以外は上記と同一内容。
CLOCK TOWER 〜The First Fear〜
PSへの移植版。
オープニングムービーの内容、タイトル画面のロゴデザイン及びタイトル表示演出の変更を除き、パソコン版の内容を踏襲している。SFC版では様々な理由から衝撃的なシーンの導入が不可能だった。それを始めとする「シーン」の大幅な追加が行われた。初回版として、メモリーカードホルダー・ブックレット・オリジナルソフトカバーが付いた。
2011年11月9日よりゲームアーカイブスで配信開始。
クロックタワー for ワンダースワン
ワンダースワンへの移植版。モノクロであり画質・音質はSFC版より劣化している。また、携帯機という制約上、画面に表示されるのは最低限の情報のみで各登場人物の顔が表示されなくなった。ジェニファーも例外ではない。なお、PS版において追加された一部グラフィックが収録されている他、PS版の「アイテムの配置が違う」「ミイラが動き出す」「アイテムの追加」等の『クロックタワー2』へ繋がる演出も付加されている。
クロックタワー・リワインド
サンソフトとカプコンの共同開発による移植復刻版。Nintendo Switch、PlayStation 4、PlayStation 5、PC、Xbox Series X/S向けに2024年発売。新規オープニング曲・エンディング曲、新規アニメーションが追加されている他、当時の説明書やパッケージ、攻略本に掲載されていた漫画などの復刻・収録がされている。漫画は英語音声付きのモーションコミック化もされている。原作者である河野一二三の監修により遊びやすさを向上させ、追加要素も加えた「リワインドモード」と、SFC版に忠実な「オリジナルモード」を選択可能。少し前まで時間を戻せる巻き戻し機能が搭載されている（オリジナルモードでも使用可能）。新規要素はWayForward TechnologiesとLimited Run Gamesが担当。海外では初の正式発売となった。
リワインドモードの特徴
- PS版の各種追加要素を逆移植。ただし、ベースはあくまでSFC版であり、細かい台詞や演出、BGMや効果音などはSFC版のまま。
- 『2』以降同様、ダブルクリックによるダッシュが可能に。それに伴い、階段の昇降や非逃走時の画面奥への移動など、従来は歩きで固定だった部分でも走れるようになった。
- 一部モーションや演出の追加。
- 新たなクリックポイント、撃退ポイント、シザーマン出現ポイントの追加。
- 時間経過やマップ移動でシザーマンがランダムに出現するようになった。
- シザーマンの追跡時の挙動が『2』に近いリアルなものになった。
- ダッシュ時の体力の減少速度はSFC版と同等だが、回復はPS版並に早くなっている。
- クリア時にエンディングランクが表示される。スタッフロールの高速化も可能に。

## スタッフ
- プロデュース：市崎裕康
- プログラマー：薗田直樹、AKABO、藤井伸宏
- アート・ディレクター：飯島章嘉
- モンスター・オリジナルデザイン：吉田邦臣
- オブジェクト・デザイン：俵弘一（ジェニファー）、田村大也（ダン、ボビー）、朝倉好則（メアリー）、太田隆（フレンド）、はすおきみひろ（BGオブジェクト）
- 背景デザイン：太田隆、山岸正美、たどころたかし、飯島章嘉
- ビジュアル・シーン：西岡秀徳、のがみせい、藤原由紀子、吉田邦臣
- フェイス・グラフィック：中田美和子、西岡秀徳、のがみせい、吉田邦臣
- グラフィック・ヘルパー：小関浩二郎
- 音楽：新倉浩司
- 効果音：高添香織
- メイン・キャスト：てらだやすこ
- ディレクター：河野一二三
- イメージイラスト、オフィシャルコミック：貴山由妃

## 評価
| 項目  | キャラクタ | 音楽 | お買得度 | 操作性 | 熱中度 | オリジナリティ | 総合 |
| SFC版 | 3.5        | 3.4  | 3.0      | 3.4    | 3.4    | 3.6            | 20.3 |

ゲーム誌『ファミコン通信』の「クロスレビュー」において、スーパーファミコン版は8・7・8・8の合計31点（満40点）でシルバー殿堂を獲得、PlayStation版は合計27点（満40点）とやや高評価であったがワンダースワン版は合計22点（満40点）と標準的な評価となった。また、スーパーファミコン版は『ファミリーコンピュータMagazine』の読者投票による「ゲーム通信簿」において右記の通り20.3点（満30点）とやや高評価となった。
ゲーム情報サイト『電撃オンライン』にてライターMは、本作のスーパーファミコン版を「独特の世界観演出と難解な謎解きで多くのファミコン少年を魅了した名作」であると位置付け、シリーズの中ではホラー演出よりも謎解きの要素が強い作品であり、コマンド総当たりの旧式のアドベンチャーゲームと探索系アクションゲームの両方の要素を持った事に関して「当時としては斬新なスタイルの作品」であったと称賛した。一方で難易度に関しては、エンディングにて最高評価を得る事が至難の業であるとし、原因は一部の部屋の配置がランダムで変化する事にあると苦言を呈した。